# Гераклит (христианский писатель)
Геракли́т (др.-греч. Ἡράκλειτος; лат. Heraclitus; II век — начало III века) —  раннехристианский писатель. Сведения о нём очень скудные. Гераклит жил во времена правления императоров Коммода и Севера, написал книги «О Посланиях Павла», «Комментарии к Деяниям Апостолов». Сочинения не сохранились.
Евсевий Кесарийский в своей книге «Церковная история» упоминает о Гераклите. 46 глава книги Иеронима Стридонского «О знаменитых мужах» посвящена Гераклиту.